# معاملة المثليين في أكروتيري ودكليا
يتمتع الأشخاص من المثليين والمثليات ومزدوجي التوجه الجنسي والمتحولين جنسياً (اختصاراً: LGBT) في إقليم ماوراء البحار البريطانية أكروتيري ودكليا بالحقوق نفسها التي يتمتع بها المغايرون.
نظرًا لأن أكروتيري ودكليا هي قاعدة عسكرية ذات سيادة، فإن وضع حقوق المثليين أمر غامض وغير واضح. أصبح زواج المثليين قانونيًا في الإقليم منذ يونيو 2014، بموجب «أمر الزواج في الخارج (القوات المسلحة) 2014»، ولكن فقط للأفراد العسكريين البريطانيين. في معظم الحالات، لا تنطبق قوانين أكروتيري ودكليا والمملكة المتحدة على حوالي 7700 مدني قبرصي. تقوم أكروتيري ودكليا بإصدار شهادات ميلاد ووفيات للمقيمين المدنيين على سبيل المثال، ولكنها لا تصدر شهادات الزواج إلا للأفراد العسكريين وأزواجهم.

## قانونية النشاط الجنسي
تم تشريع النشاط الجنسي المثلي في أكروتيري ودكليا في عام 2000، بموجب «الأمر الجنائي (التعديل) 2000». في عام 2003، تم معادلة السن القانونية للنشاط الجنسي المثلي مع النشاط الجنسي المغاير.

## الاعتراف القانوني بالعلاقات المثلية
تم تقنين زواج المثليين والشراكة المدنية في أكروتيري ودكليا على حد سواء تحت الأمر في المجلس من قبل المملكة المتحدة منذ 3 يونيو 2014 و 7 كانون الأول 2005، على التوالي. وينطبق هذا على الأفراد العسكريين فقط. قام أول زوجين مثليين بالتزوج في دكليا في 9 أكتوبر 2016.
تقوم أكروتيري ودكليا بإصدار شهادات الزواج للأفراد العسكريين البريطانيين فقط. ويمكن للشركاء المثليين المدنيين القبرصيين الدخول في مساكنة مدنية بموجب القانون القبرصي.

## الحماية من التمييز
حظر الإقليم التمييز على أساس التوجه الجنسي في التوظيف منذ 1 مارس 2013.
منذ 1 فبراير/ شباط 2016، جرّم القانون الجنائي المحلي التحريض على العنف أو الكراهية على أساس التوجه الجنسي. تتراوح العقوبة من السجن لمدة 3 سنوات إلى غرامة قدرها 5,000 جنيه.

## ملخص
| قانونية النشاط الجنسي المثلي                                                             | (منذ عام 2000) |
| المساواة في السن القانوني للنشاط الجنسي                                                  | (منذ عام 2003  |
| قوانين مكافحة التمييز في التوظيف                                                         | (منذ عام 2013) |
| قوانين مكافحة التمييز في توفير السلع والخدمات                                            | No             |
| قوانين مكافحة التمييز في جميع المجالات الأخرى (تتضمن التمييز غير المباشر، خطاب الكراهية) | (منذ عام 2016) |
| زواج المثليين                                                                            | (منذ 2014)     |
| الاعتراف القانوني بالعلاقات المثلية                                                      | (منذ عام 2005) |
| تبني أحد الشريكين للطفل البيولوجي للشريك الآخر                                           |                |
| التبني المشترك للأزواج المثليين                                                          |                |
| يسمح للمثليين والمثليات الخدمة علناً في القوات المسلحة                                    | (منذ عام 2000) |
| الحق بتغيير الجنس القانوني                                                               |                |
| علاج التحويل محظور على القاصرين                                                          | No             |
| الحصول على أطفال أنابيب للمثليات والأمومة التلقائية للطفل بعد الولادة                    |                |
| تأجير الأرحام التجاري للأزواج المثليين من الذكور                                         | No             |
| السماح للرجال الذين مارسوا الجنس الشرجي بالتبرع بالدم                                    |                |